# Караула (Хан Пијесак)
Караула је насељено мјесто у општини Хан Пијесак, Република Српска, БиХ.

## Становништво
Према попису становништва из 1991. године, мјесто је имало ? становника.
| Демографија | Демографија | Демографија |
| Година      | Становника  | Становника  |
| ----------- | ----------- | ----------- |